# Osrblie
Osrblie är en by med cirka 400 invånare i Breznodistriktet i Slovakien. Orten är sedan mitten av 1990-talet mest känd för deltävlingar vid världscupen i skidskytte och världsmästerskapen i skidskytte som 1997 anordnades här.

## Historia
Första gången man vet att platsen nämndes var 1580, men den anses ha grundats i mitten av 1400-talet då man började bryta järnmalm, vilket bröts fram till 1800-talet.

### Fotnoter
1. ↑  Sonny Rydell (4 februari 1997). ”Magdalena har siktet inställt på OS”. Svenska dagbladet. http://www.dn.se/arkiv/sport/magdalena-har-siktet-installt-pa-os. Läst 14 februari 2016.